# رينيه برونيل
رينيه برونيل هو سياسي كندي، ولد في 22 يناير 1920 في بنيتنجويشين في كندا، وتوفي في 14 أبريل 2010 في ماغوغ، كيبك في كندا. نشط حزبياً في حزب أونتاريو المحافظ التقدمي. وقد انتخب عضو برلمان مقاطعة أونتاريو ‏.